# IPひろば
IPひろば（アイピーひろば）は、IPアドレスやドメイン名から利用者の地域やインターネット接続環境情報を検索するサービス。

## 概要
インターネット利用者の地域・回線情報およびWHOIS情報が検索できる他、 IPひろば内で検索されたIPアドレス検索ランキング・ホスト名検索ランキング・ドメインからの企業検索などの機能がある。
ブログや掲示板での迷惑トラックバックやコメントへの対応や、コンピュータウイルスの発信元調査やオンライン犯罪の初期捜査に利用できる。

## 運営会社データ
参考資料
取引銀行
- 三菱UFJ銀行
- 静岡銀行
- スルガ銀行
- みずほ銀行

参加団体
- 株式会社日本インターネットプロバイダー協会 正会員
- NPO法人 ふじのくに情報ネットワーク機構 会員

認定・指定
- 2001年（平成13年）7月30日、静岡県「中小企業創造活動促進法」認定
- JPNIC IPアドレス管理指定事業者